# Marco Trauth
Pas d'image ? Cliquez ici

a Compétitions nationales et continentales officielles uniquement.

Dernière mise à jour le 18 juin 2024.
Marco Trauth, né le 15 septembre 2000 à Toulouse (Haute-Garonne), est un joueur français de rugby à XV qui joue aux poste de pilier droit ou gauche à l'AS Béziers.

## Biographie

### Jeunesse et formation
Marco Trauth naît le 15 septembre 2000 à Toulouse et possède des origines allemandes. Il commence le rugby à XV en 2006 à l'âge de six ans, à Muret au Rugby Club muretain car il souhaitait se défouler. En 2014, il part poursuivre sa formation au FC Auch jusqu'au dépôt de bilan du club en 2017. Il continue avec le nouveau club de la ville, le RC Auch, où il fait ses débuts en sénior en Fédérale 3 et joue jusqu'en Fédérale 1.  
En 2019, il est repéré par le Stade toulousain avec qui il s'engage ensuite. Il intègre plus tard son centre de formation et remporte le Championnat de France espoirs en 2021,,. L'année d'après, en 2022, il entre en jeu dans la finale du championnat espoirs perdue 37 à 26 contre le Stade aurillacois,.  

### Débuts professionnels entre le Stade toulousain et les prêts (depuis 2022)
Durant la saison 2022-2023, Marco Trauth est prêté par Toulouse et prend une double licence afin de pouvoir jouer avec le Stade toulousain et le Blagnac Rugby en Nationale. Il commence la saison avec Blagnac avant d'être rappelé par le Stade toulousain. En effet, en manque de piliers à cause des blessures, Marco Trauth fait son retour à Toulouse au mois d'octobre 2023. Il fait sa première apparition en Top 14 lors de la septième journée contre le CA  Brive lorsqu'il remplace David Ainu'u en seconde période dans une victoire 45 à 7. Il joue au total trois fois durant ce mois puis retourne à Blagnac,. En troisième division, il joue seize matchs dont neuf en tant que titulaire et marque deux essais. Il participe aux demi-finales aller et retour où son club est éliminé par l'US Dax. Aussi le Stade toulousain remporte le Championnat de France après avoir battu le Stade rochelais en finale,. Bien que Marco Trauth ne participe pas à cette finale, il est tout de même sacré champion de France et remporte ainsi le premier trophée de sa carrière. 
Pour la saison 2023-2024, Marco Trauth est de nouveau prêté, cette fois en Pro D2 à l'AS Béziers, afin qu'il continue sa progression et s'aguerrisse,. Il est recruté pour suppléer l'Espagnol Jon Zabala au poste de pilier droit et est en concurrence avec Yannick Arroyo. En seconde partie de saison, après la blessure de Nepo Laulala, il est rappelé par le Stade toulousain et joue un match face à l'USA Perpignan en tant que titulaire au poste de pilier gauche. Il repart ensuite à Béziers avant de retourner à un mois plus tard, pour finir la saison avec Toulouse. Le club faisant face à beaucoup d'absence au poste de pilier, la polyvalence de Trauth pouvant jouer à gauche et à droite de la mêlée est importante et appréciée. 
À l'issue de cette saison, son prêt à Béziers est prolongé d'un an pour la saison 2024-2025, dans l'objectif qu'il gagne du temps de jeu,. 

## Palmarès
- Stade toulousain
  - Vainqueur du Championnat de France espoirs en 2021
  - Finaliste du Championnat de France espoirs en 2022
  - Vainqueur du Championnat de France en 2023[N 1] et 2024[N 1]